# Loculla
Loculla is een geslacht van spinnen uit de familie wolfspinnen (Lycosidae).

## Soorten
De volgende soorten zijn bij het geslacht ingedeeld:
- Loculla austrocaspia Roewer, 1955
- Loculla massaica Roewer, 1960
- Loculla rauca Simon, 1910
  - Loculla rauca minor Simon, 1910
- Loculla senzea Roewer, 1960